# Социальная история
Социальная история — раздел истории с ярко выраженным акцентом на изменениях всеобщих моделей социальной жизни.
В общем понятии истории как в смысле науки, так и в смысле предмета, этой наукой изучаемого, социальная история противополагается истории культурной и политической истории. Под социальной историей в узком смысле подразумевают историю общественного строя, его классового (или сословного) состава, взаимных отношений между отдельными социальными классами, экономического и политического их положения в целом, представляемом обществом, их стремлений и обнаруживавшихся в них движений.
Выделение социальной истории в особое направление историографии произошло не так давно, так как классовые взаимоотношения и возникающие на их почве движения стали предметом специального изучения только в середине XIX века.
К занятию социальной историей привело ученых не только внутреннее развитие самой исторической науки, но также и развитие социологии и обострение социального вопроса в самой жизни, выразившееся и в росте теоретического социализма. В частности на возникновение социальной истории оказало большое влияние взаимное сближение между исторической наукой и политической экономией, начавшееся в 1840-х годах. В то время некоторые представители культурной истории в ней одной видели единственный научный вид историографии, главным образом в противоположность истории прагматической, так несколько позднее некоторые историки утверждали, что лишь социальная история может иметь строго-научный характер. В частности, социальную историю порой отождествляют с историей экономической, что далеко не одно и то же. Сведение социальной истории к одному экономизму сильно сузило бы её кругозор, ввиду важной роли в жизни — факторов культурных и политических, а с другой стороны многие частности экономической истории, имеющие большое значение в этой последней, могут прямо выходить за пределы её компетенции. Тем не менее, социальная история должна находиться в особенно тесном общении с историей экономической, и в этом смысле важное значение для развития социальной истории имеет экономический материализм, который в истории обращает главное внимание на социальную структуру и классовую борьбу.